# ثيلما بار
ثيلما بار (بالإنجليزية: Thelma Parr)‏ هي ممثلة أمريكية، ولدت في 19 أكتوبر 1906 في غرانتس باس في الولايات المتحدة، وتوفيت في 13 فبراير 2000 في سان كليمينتي في الولايات المتحدة بسبب مرض.

## وصلات خارجية
- ثيلما بار على موقع IMDb (الإنجليزية)
- ثيلما بار على موقع قاعدة بيانات الفيلم (الإنجليزية)